# Hemisphaerius rufovarius
Hemisphaerius rufovarius är en insektsart som beskrevs av Walker 1858. Hemisphaerius rufovarius ingår i släktet Hemisphaerius och familjen sköldstritar. Inga underarter finns listade i Catalogue of Life.